# فندق رخيص
لا يجب الخلط بين مصطلح الفندق الرخيص هنا والفندق متوسط التكلفة في وقتنا الحالي والذي هو خيار جيد غالبا وليس متدني المستوى.

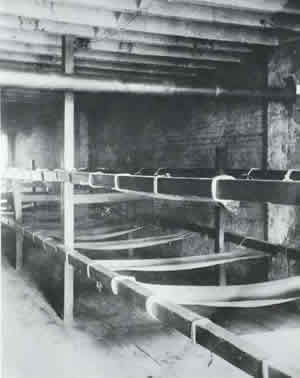
الأسرة في منزل سكن بقيمة 7 سنت يوميا، عام 1890

الفندق الرخيص أو النزل الرخيص أو (بالإنجليزية الأمريكية: Flophouse) أو (بالإنجليزية البريطانية: dosshouse) هو مصطلح مهين لفندق يعرض غرف ذات تكلفة منخفضة جدا للسكن، مع توفير مساحة للنوم والحد الأدنى من وسائل الراحة.

## مميزات
تاريخيا، تم استخدام مصطلح "flophouses"، أو «منازل صغيرة (doss-houses)» بالإنجليزية البريطانية، لمساكن تُستعمل بين عشية وضحاها من قبل أولئك الذين احتاجوا إلى سكن بأقل تكلفة للبقاء مع مجموعة أو اتخاذها كملاجئ أو للنوم في الخارج، وبشكل عام، الغرف صغيرة، والحمامات مشتركة، والفراش صغير، وأحيانًا مع مراتب أو حصائر على الأرض، أو صفائح قماشية ممتدة بين عمودين أفقيين مما يخلق سلسلة من الأرجوحة الشبيهة بالأسرة (مثل الصورة في أول المقالة).
غالبًا ما يتم وصف الأشخاص الذين يستخدمون هذه الأماكن بالعابرين، وعادةً ما تكون الغرف صغيرة جدًا، وقد تشبه حجرات المكاتب أكثر من غرفة عادية في فندق أو مبنى سكني،  بعض المساكن المستأجرة مؤهلة لتكون منازل داخلية، ولكن فقط إذا كانت تقدم وجبات الطعام.
يعود تاريخ المنازل الرخيصة الأمريكية إلى القرن التاسع عشر على الأقل، ولكن المصطلح flophouse نفسه عرف فقط في أوائل القرن العشرين، ونشأ بين العمال، ففي الماضي كان يطلق على (المنازل الرخيصة "flophouses") في بعض الأحيان منازل للإسكان أو فنادق العمال وتخدم العمال العابرين في مجالات مثل السكك الحديدية الموسمية والعاملين في الزراعة، أو الحطابين المهاجرين الذين يسافرون غربًا خلال الصيف للعمل ثم يعودون إلى المدن الشرقية أو الغرب الأوسط والتي تمتد عبرها خطوط السكك الحديدية مثل شيكاغو للبقاء في الفنادق الرخيصة خلال فصل الشتاء. وهذا موصوف في رواية 1930 The Rambling Kid التي كتبها تشارلز آشلي وكتاب 1976 The Human Cougar بقلم لويد مورين. موضوع آخر في كتاب مورين هو الاستطباق الذي بدأ في ذلك الحين والذي دفع المدن إلى الضغط على النزل الرخيصة للإغلاق.

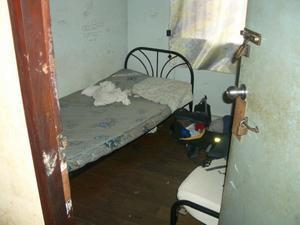
منظر غرفة في النزل الرخيص

أصبحت بعض أحياء المدن التي تتواجد فيها الفنادق الرخيصة معروفة جيدًا، مثل Bowery في مانهاتن، نيويورك، ومنذ منتصف القرن العشرين، جعلت الإصلاحات هناك الفنادق الرخيصة تدريجيًا أكثر ندرة. وقد أدى التحسين الناتج والقيمة العقارية العالية إلى زيادة تآكل قدرة الفنادق الرخيصة على البقاء لتحقيق الربح.

## إحياء القرن الحادي والعشرين
في عقد 2010 ، تسببت تكاليف السكن المرتفعة في مدن مثل سان فرانسيسكو بزيادة شعبية الفنادق الرخيصة مرة أخرى، وعادة ما تحتوي غرف المعيشة الحديثة، التي توصف أحيانًا باسم «الحاويات (pods)»، على أقسام بين الأسرة للخصوصية، ويتم إنشاؤها من المنازل أو الشقق القائمة، وغالبًا ما يتم تسويقها للعابرين الذين يقيمون في المدينة خلال أسبوع العمل.

## منازل القفص في هونغ كونغ
تم بناء منازل القفص، التي وصفت بأنها «أقفاص سلكية تشبه أكواخ الأرانب المحشورة في شقة متداعية»، في هونغ كونغ في الخمسينيات من القرن العشرين لرجال عاملين فرديين من البر الرئيسي للصين. واعتبارًا من عام 2012، قُدر عدد السكان الفقراء في هونغ كونغ بـ 1.19 مليونًا، ولا تزال منازل القفص، إلى جانب المساكن المتدنية مثل الشقق المكعبة، تخدم جزءًا من احتياجات الإسكان لهذا القطاع، وأحد أسباب استمرار هذه المنازل القفصية هو مزيج من الإيجارات المرتفعة وعدم المساواة في الدخل مما يدفع العمال للجوء لها.
أشار مايكل أدورجان، أستاذ علم الجريمة في جامعة هونج كونج، إلى أن " الأمم المتحدة وصفت منازل الأقفاص والمقصورات بأنها" إهانة لكرامة الإنسان ".

## فنادق القفص في الولايات المتحدة
كانت فنادق القفص ، وهي شكل من اشغال الغرف الفردية، شائعة في شيكاغو في مطلع القرن العشرين، حيث أن ما يقدر بنحو 40,000 إلى 60,000 شخص عاشوا فيها خلال فصل الشتاء.
| فندق رخيص | كانت هذه الغرف العلوية أو المباني الكبيرة المفتوحة الأخرى التي تم تقسيمها إلى حجرات صغيرة باستخدام ألواح أو صفائح من حديد مموج مجلفن. نظرًا لأن هذه الجدران كانت دائمًا أقل من الأرض أو السقف بمقدار ثلاثة أقدام ، تم إغلاق المساحة المفتوحة بأسلاك أقفاص الدجاج ، ومن هنا جاء اسم "فنادق القفص | فندق رخيص |

وجد استطلاع أجراه كريستوفر جينكس عام 1958 أن الرجال المشردين يفضلون فنادق الأقفاص على ملاجئ المشردين لأسباب تتعلق بالخصوصية والأمن.
وتم الإبلاغ عن تفضيل مماثل لفنادق القفص على الملاجئ في مدينة نيويورك في القرن الماضي، حيث قام الرجال العاملون العازبون بترتيب تفضيلاتهم السكنية بالترتيب التالي:
ووفقًا لجينكس، فإن "الجهود التنظيمية لمكافحة فنادق الأقفاص منخفضة التكلفة "، كانت محركًا لزيادة عدد المشردين في المدن الأمريكية ".